# Brusicco

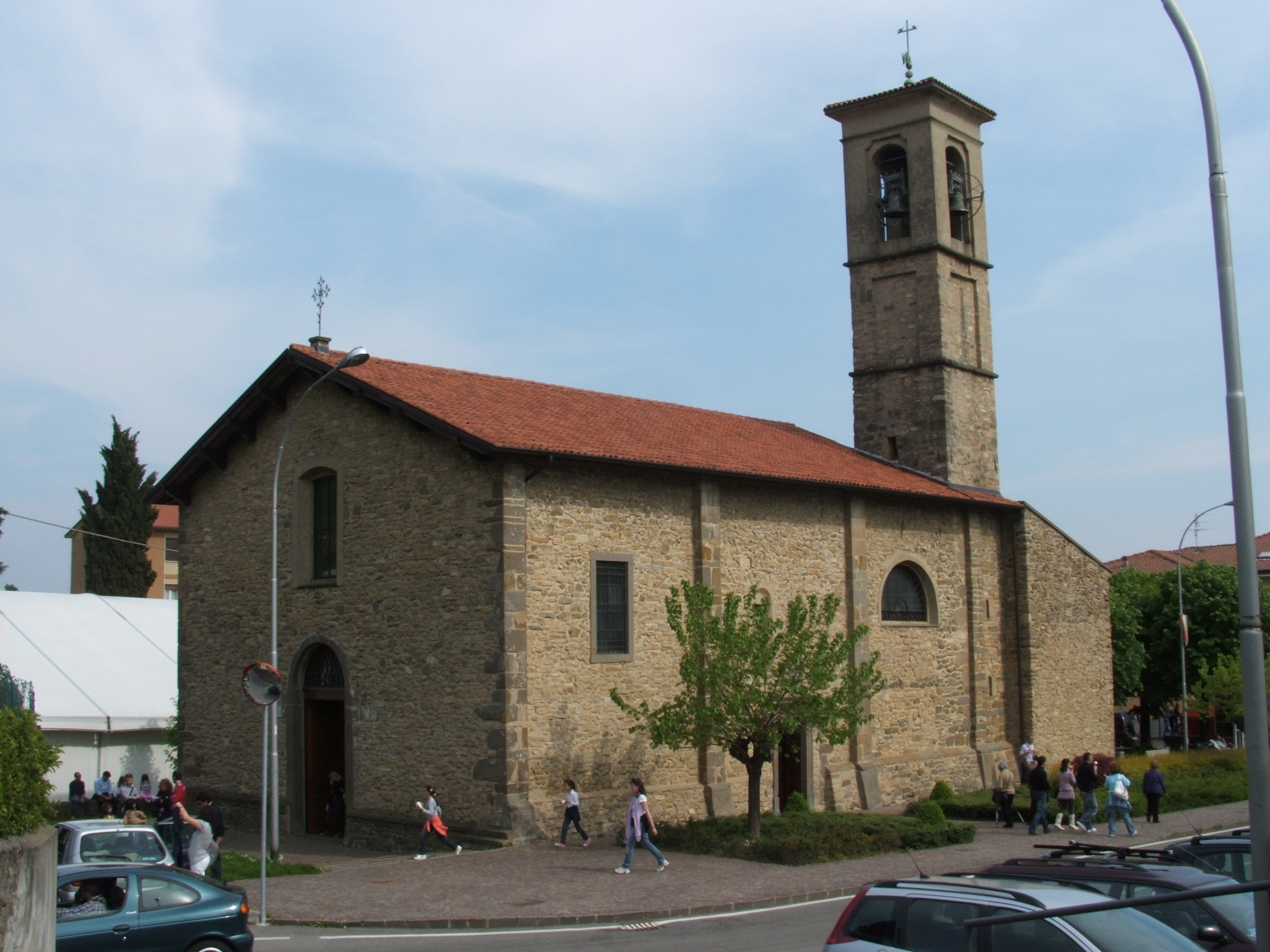
Santa Maria Assunta-kerk

Brusicco is een plaats (frazione) in de Italiaanse gemeente Sotto il Monte Giovanni XXIII.